# Anneux
Anneux est une commune française située dans le département du Nord, en région Hauts-de-France.

## Géographie

### Localisation

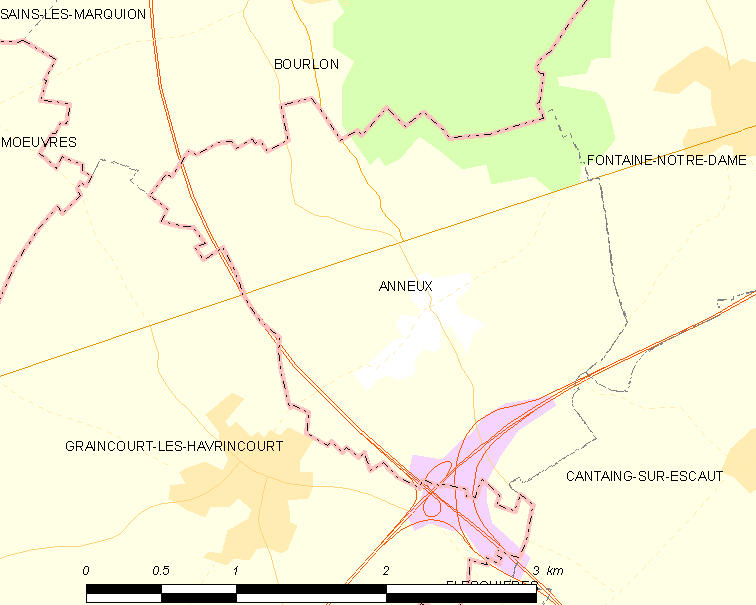
Position d'Anneux par rapport aux communes limitrophes.

| Bourlon (Pas-de-Calais)                    | Bourlon (Pas-de-Calais)                    | Fontaine-Notre-Dame |
| Graincourt-lès-Havrincourt (Pas-de-Calais) | Anneux                                     | Fontaine-Notre-Dame |
| Graincourt-lès-Havrincourt (Pas-de-Calais) | Graincourt-lès-Havrincourt (Pas-de-Calais) | Cantaing-sur-Escaut |

### Hydrographie
La commune est située dans le bassin Artois-Picardie. Elle n'est drainée par aucun cours d'eau,.

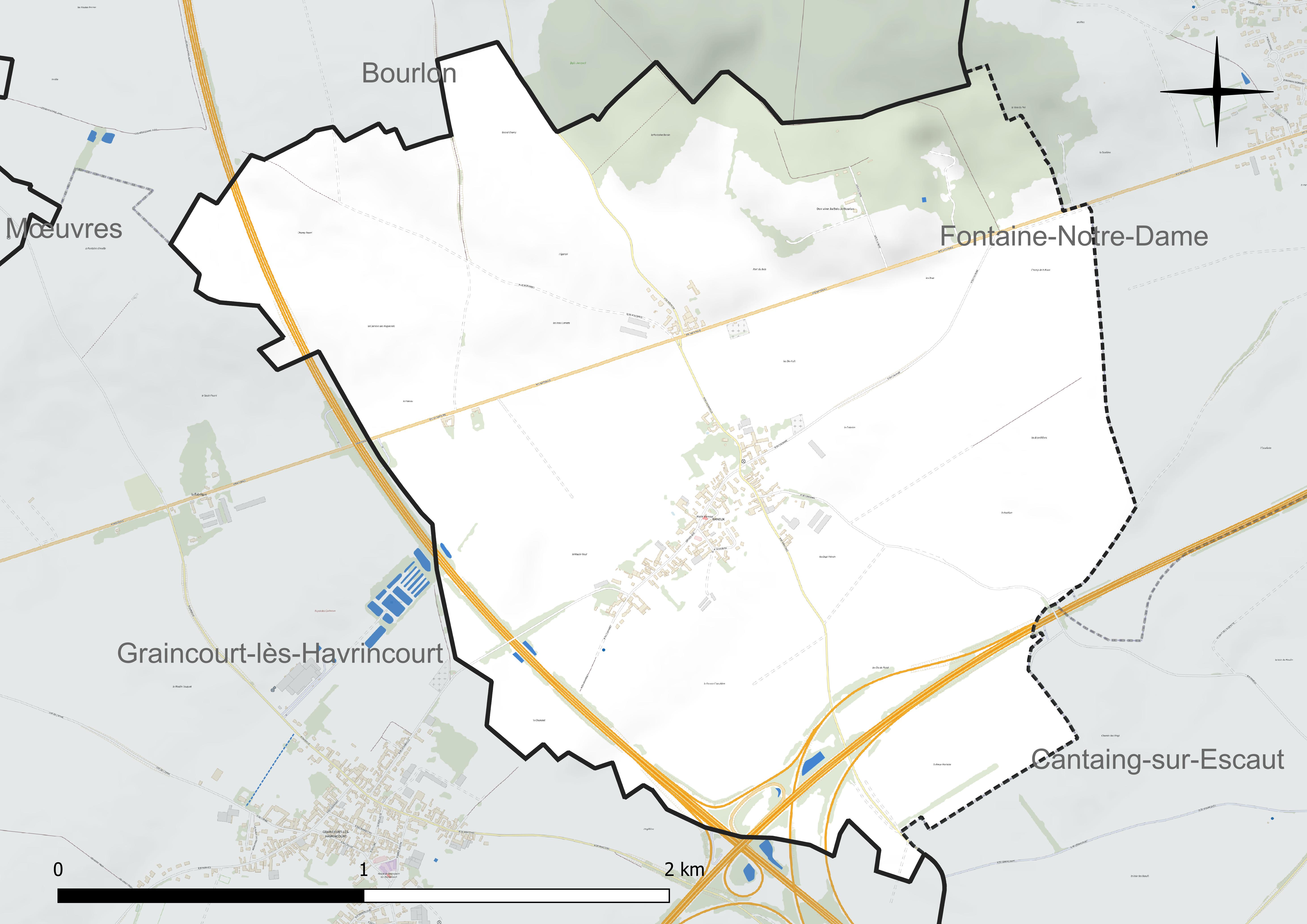
Réseau hydrographique d'Anneux.

### Climat
Pour des articles plus généraux, voir Climat des Hauts-de-France et Climat du Nord.
En 2010, le climat de la commune est de type climat océanique dégradé des plaines du Centre et du Nord, selon une étude du CNRS s'appuyant sur une série de données couvrant la période 1971-2000. En 2020, Météo-France publie une typologie des climats de la France métropolitaine dans laquelle la commune est exposée à un climat océanique et est dans la région climatique Nord-est du bassin Parisien, caractérisée par un ensoleillement médiocre, une pluviométrie moyenne régulièrement répartie au cours de l'année et un hiver froid (3 °C).
Pour la période 1971-2000, la température annuelle moyenne est de 10,2 °C, avec une amplitude thermique annuelle de 14,8 °C. Le cumul annuel moyen de précipitations est de 694 mm, avec 12,2 jours de précipitations en janvier et 9,3 jours en juillet. Pour la période 1991-2020, la température moyenne annuelle observée sur la station météorologique la plus proche, située sur la commune de Douai à 24 km à vol d'oiseau, est de 11,0 °C et le cumul annuel moyen de précipitations est de 729,2 mm,. Pour l'avenir, les paramètres climatiques de la commune estimés pour 2050 selon différents scénarios d'émission de gaz à effet de serre sont consultables sur un site dédié publié par Météo-France en novembre 2022.

## Urbanisme

### Typologie
Au 1er janvier 2024, Anneux est catégorisée commune rurale à habitat dispersé, selon la nouvelle grille communale de densité à sept niveaux définie par l'Insee en 2022.
Elle est située hors unité urbaine. Par ailleurs la commune fait partie de l'aire d'attraction de Cambrai, dont elle est une commune de la couronne,. Cette aire, qui regroupe 64 communes, est catégorisée dans les aires de 50 000 à moins de 200 000 habitants,.

### Occupation des sols
L'occupation des sols de la commune, telle qu'elle ressort de la base de données européenne d'occupation biophysique des sols Corine Land Cover (CLC), est marquée par l'importance des territoires agricoles (87,3 % en 2018), une proportion identique à celle de 1990 (87,3 %). La répartition détaillée en 2018 est la suivante : 
terres arables (82,4 %), forêts (8,3 %), zones agricoles hétérogènes (4,9 %), zones industrielles ou commerciales et réseaux de communication (4,4 %). L'évolution de l'occupation des sols de la commune et de ses infrastructures peut être observée sur les différentes représentations cartographiques du territoire : la carte de Cassini (XVIIIe siècle), la carte d'état-major (1820-1866) et les cartes ou photos aériennes de l'IGN pour la période actuelle (1950 à aujourd'hui).

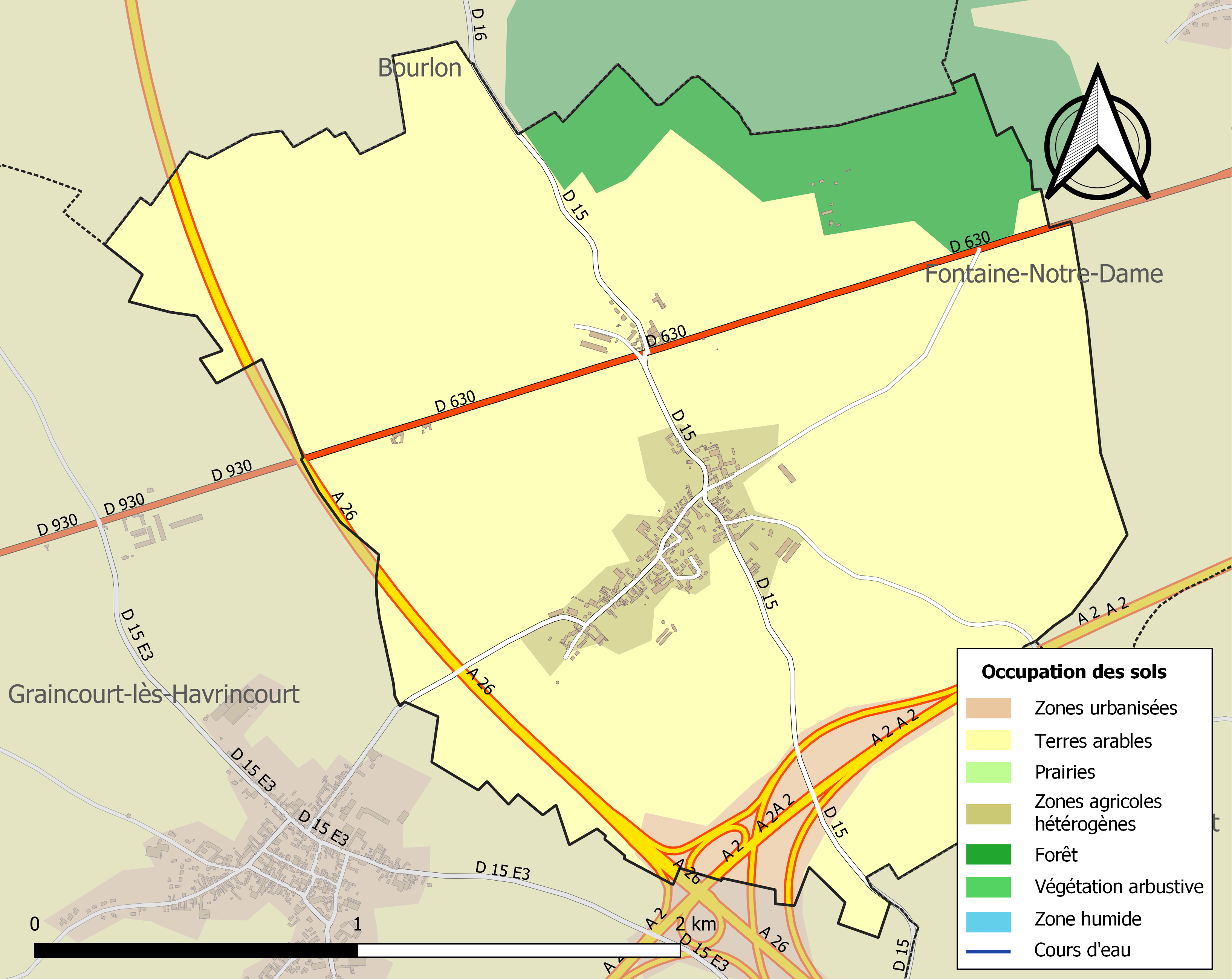
Carte des infrastructures et de l'occupation des sols de la commune en 2018 (CLC).

### Voies de communication et transports
La commune est desservie par le réseau de transports urbains de la Communauté d'agglomération de Cambrai appelé TUC (Transports Urbains du Cambrésis), par la ligne 15,.

## Toponymie
On trouve le lieu désigné sous les noms Anes (1057), Anneus (1096), Alneus (1148, 1179), Aulneus (1153), Annodium (1166), Ausneus (1324) et aussi An[n]ues, Alnetum, Annetum, Alnodium. Selon Boniface et Mannier, le nom désigne un lieu planté d'aulnes.

## Politique et administration

### Liste des maires
Maire de 1802 à 1808 : Joseph Savary,.
| Période                                  | Période   | Identité        | Étiquette | Qualité          |
| ---------------------------------------- | --------- | --------------- | --------- | ---------------- |
| mars 1995                                | mars 2014 | Roger Oblez     | DVD       |                  |
| 2014                                     | En cours  | Thierry Lévêque | DVD       | Salarié agricole |
| Les données manquantes sont à compléter. |           |                 |           |                  |

### Politique environnementale

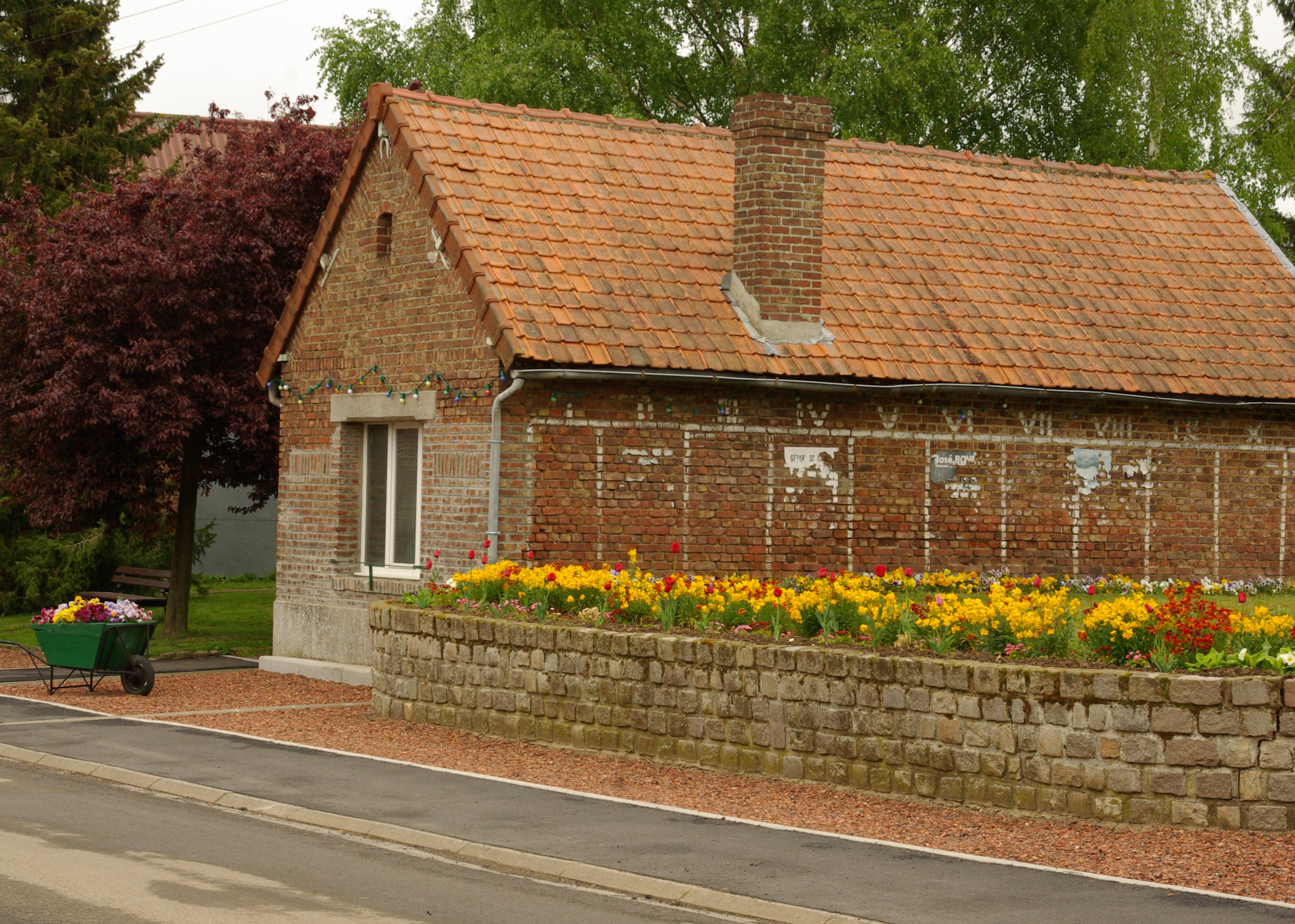
Fleurs dans la rue principale.

La protection et la mise en valeur de l'environnement font partie des compétences optionnelles de la communauté d'agglomération de Cambrai à laquelle appartient Anneux.
Malgré un effort considérable de la part des habitants et des services municipaux pour fleurir la commune, Anneux ne compte encore aucune fleur au concours des villages fleuris.

## Population et société

### Démographie

#### Évolution démographique
L'évolution du nombre d'habitants est connue à travers les recensements de la population effectués dans la commune depuis 1793. Pour les communes de moins de 10 000 habitants, une enquête de recensement portant sur toute la population est réalisée tous les cinq ans, les populations de référence des années intermédiaires étant quant à elles estimées par interpolation ou extrapolation. Pour la commune, le premier recensement exhaustif entrant dans le cadre du nouveau dispositif a été réalisé en 2004.

En 2022, la commune comptait 256 habitants, en évolution de −8,24 % par rapport à 2016 (Nord : +0,51 %, France hors Mayotte : +2,11 %).
| 1793 | 1800 | 1806 | 1821 | 1831 | 1836 | 1841 | 1846 | 1851 |
| ---- | ---- | ---- | ---- | ---- | ---- | ---- | ---- | ---- |
| 320  | 365  | 413  | 383  | 482  | 496  | 487  | 513  | 453  |

| 1856 | 1861 | 1866 | 1872 | 1876 | 1881 | 1886 | 1891 | 1896 |
| ---- | ---- | ---- | ---- | ---- | ---- | ---- | ---- | ---- |
| 504  | 539  | 524  | 531  | 533  | 478  | 457  | 446  | 428  |

| 1901 | 1906 | 1911 | 1921 | 1926 | 1931 | 1936 | 1946 | 1954 |
| ---- | ---- | ---- | ---- | ---- | ---- | ---- | ---- | ---- |
| 432  | 390  | 400  | 300  | 357  | 323  | 324  | 289  | 275  |

| 1962 | 1968 | 1975 | 1982 | 1990 | 1999 | 2004 | 2006 | 2009 |
| ---- | ---- | ---- | ---- | ---- | ---- | ---- | ---- | ---- |
| 268  | 255  | 259  | 237  | 223  | 226  | 241  | 244  | 241  |

| 2014 | 2019 | 2022 | - | - | - | - | - | - |
| ---- | ---- | ---- | - | - | - | - | - | - |
| 280  | 259  | 256  | - | - | - | - | - | - |

#### Pyramide des âges
La population de la commune est relativement jeune.
En 2018, le taux de personnes d'un âge inférieur à 30 ans s'élève à 34,0 %, soit en dessous de la moyenne départementale (39,5 %). À l'inverse, le taux de personnes d'âge supérieur à 60 ans est de 24,0 % la même année, alors qu'il est de 22,5 % au niveau départemental.
En 2018, la commune comptait 123 hommes pour 143 femmes, soit un taux de 53,76 % de femmes, légèrement supérieur au taux départemental (51,77 %).
Les pyramides des âges de la commune et du département s'établissent comme suit.
| Hommes | Classe d’âge | Femmes |
| ------ | ------------ | ------ |
| 0,0    | 90 ou +      | 0,0    |
| 4,2    | 75-89 ans    | 8,6    |
| 18,3   | 60-74 ans    | 16,5   |
| 25,0   | 45-59 ans    | 18,0   |
| 21,7   | 30-44 ans    | 20,1   |
| 8,3    | 15-29 ans    | 14,4   |
| 22,5   | 0-14 ans     | 22,3   |

| Hommes | Classe d’âge | Femmes |
| ------ | ------------ | ------ |
| 0,5    | 90 ou +      | 1,4    |
| 5,3    | 75-89 ans    | 8,1    |
| 14,8   | 60-74 ans    | 16,2   |
| 19,1   | 45-59 ans    | 18,4   |
| 19,5   | 30-44 ans    | 18,7   |
| 20,7   | 15-29 ans    | 19,1   |
| 20,2   | 0-14 ans     | 18     |

### Enseignement
Anneux fait partie de l'académie de Lille.

## Culture locale et patrimoine

### Lieux et monuments
- L'église Saint-Léger et son aître où subsiste une tombe.
- L'Anneux British Cemetery.
- Le calvaire, situé à côté du cimetière communal, érigé en 1898.
- Le monument aux morts.

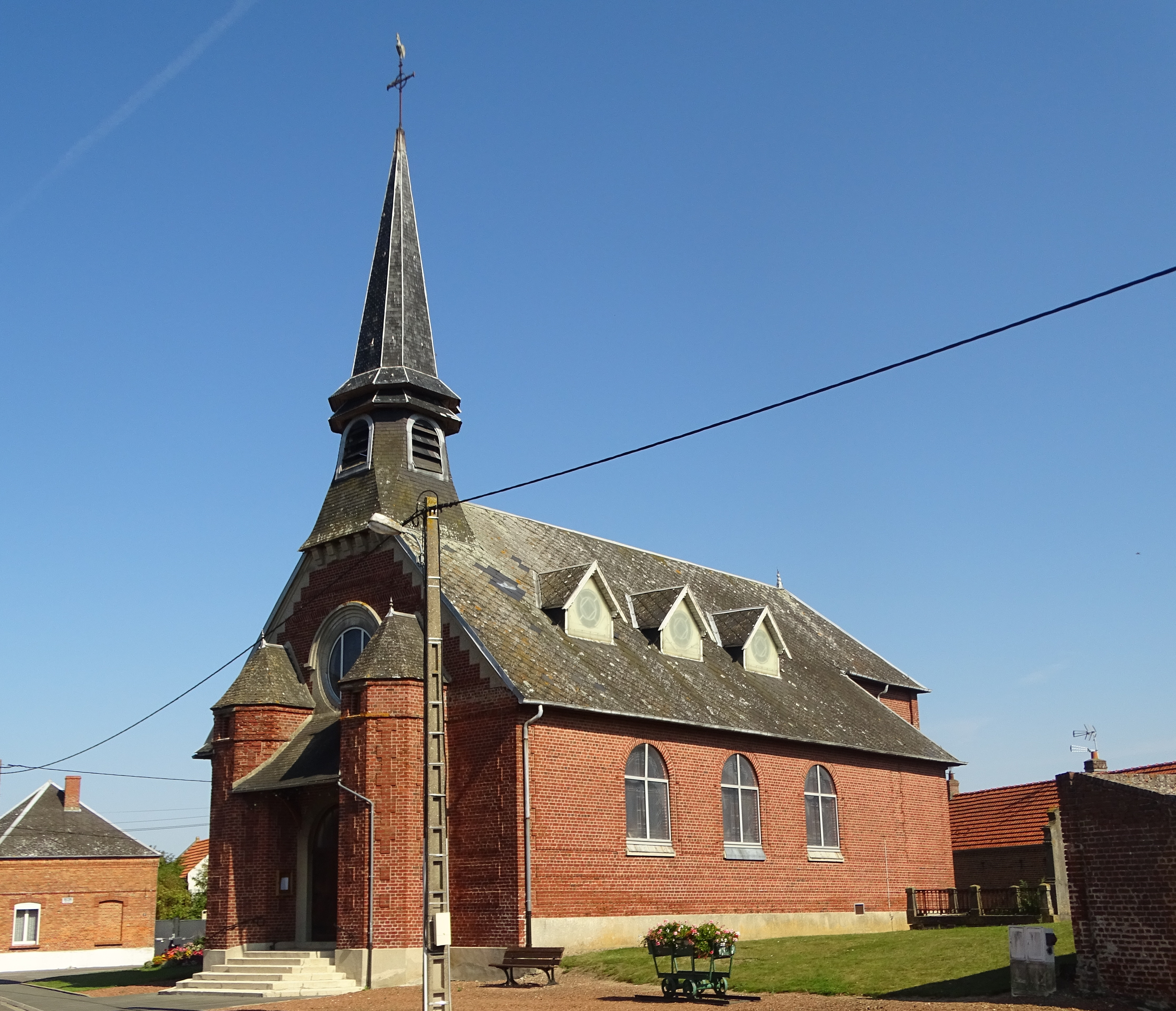
L'église Saint-Léger.
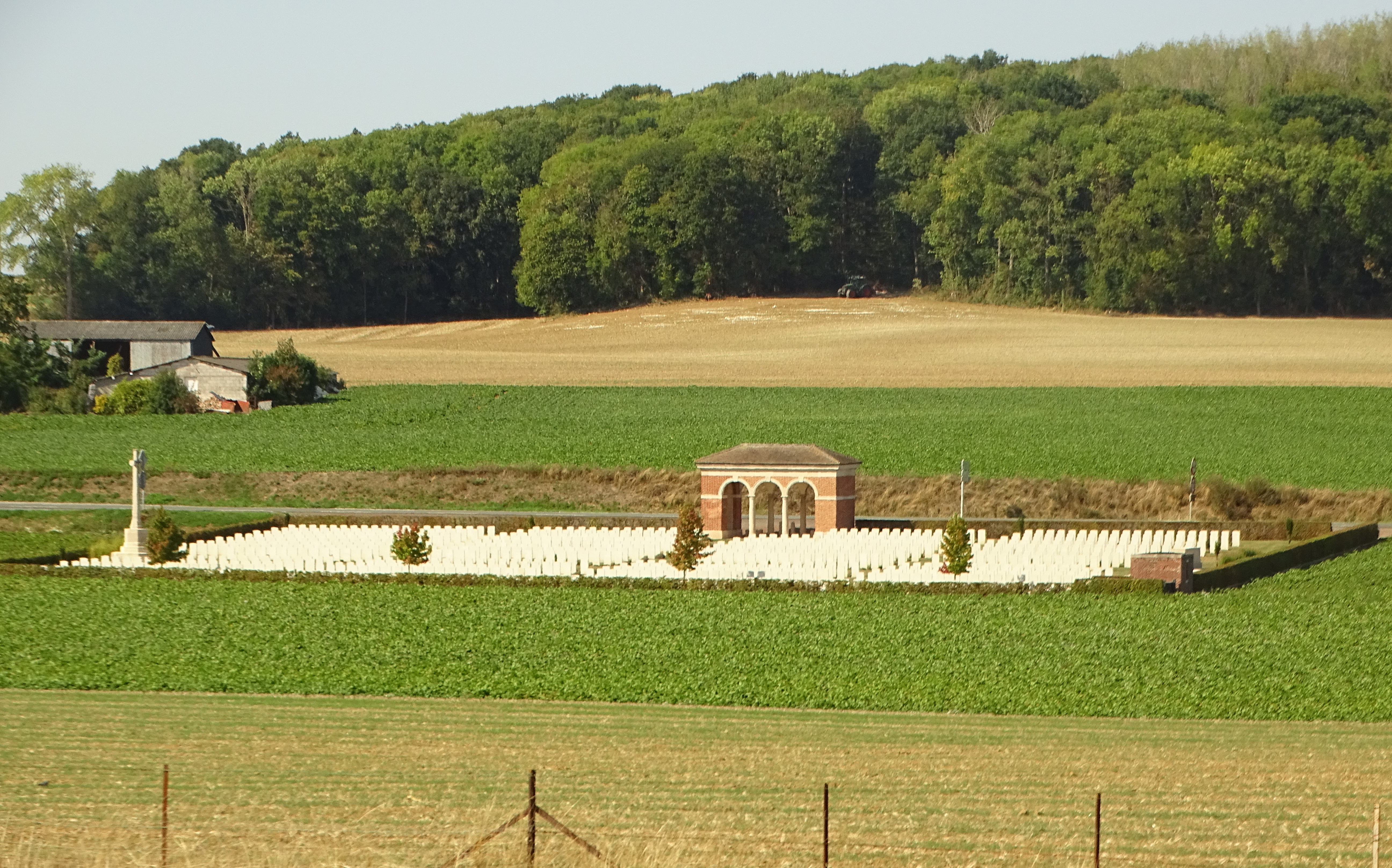
Le cimetière britannique vu depuis le cimetière communal.
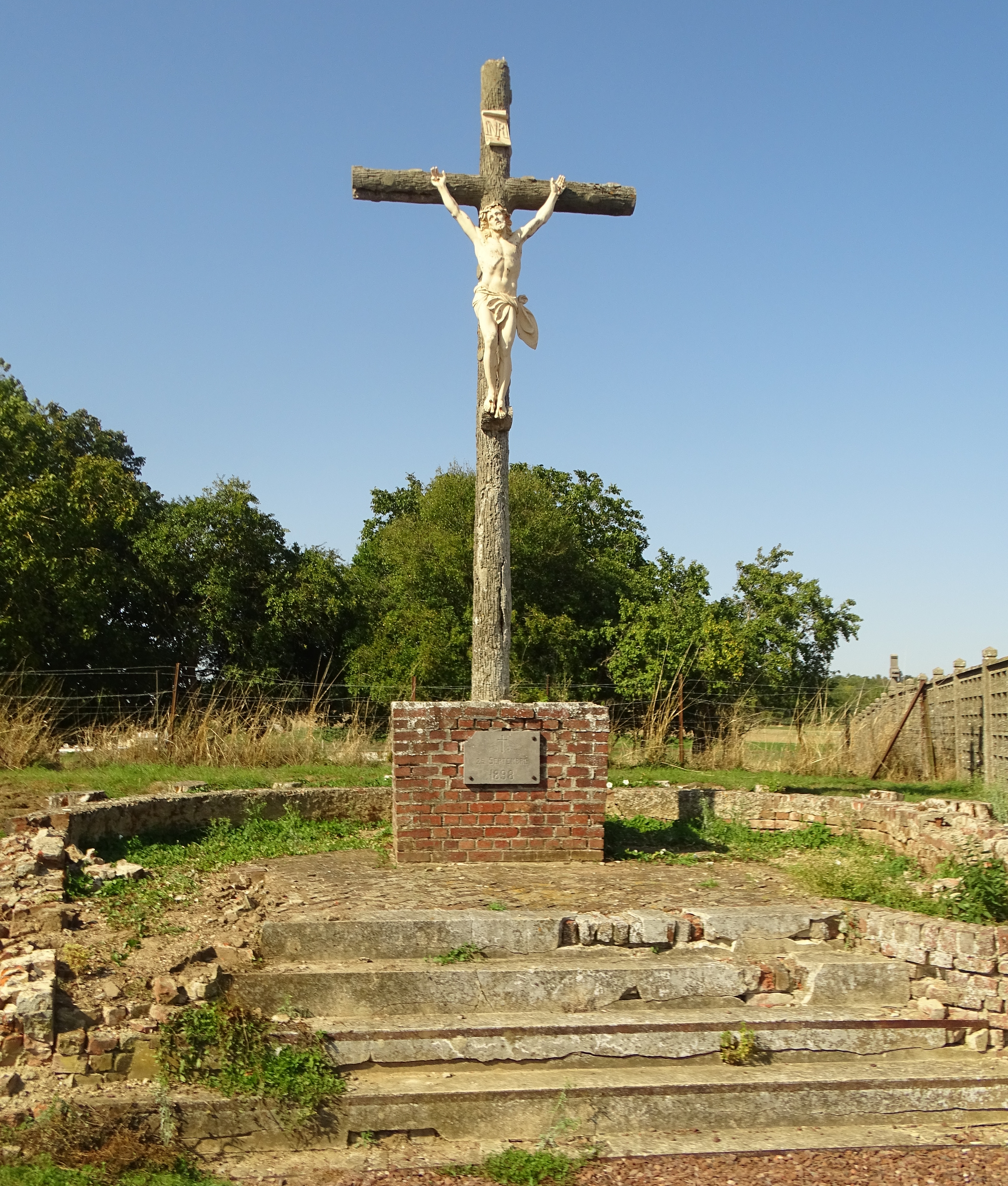
Le calvaire.
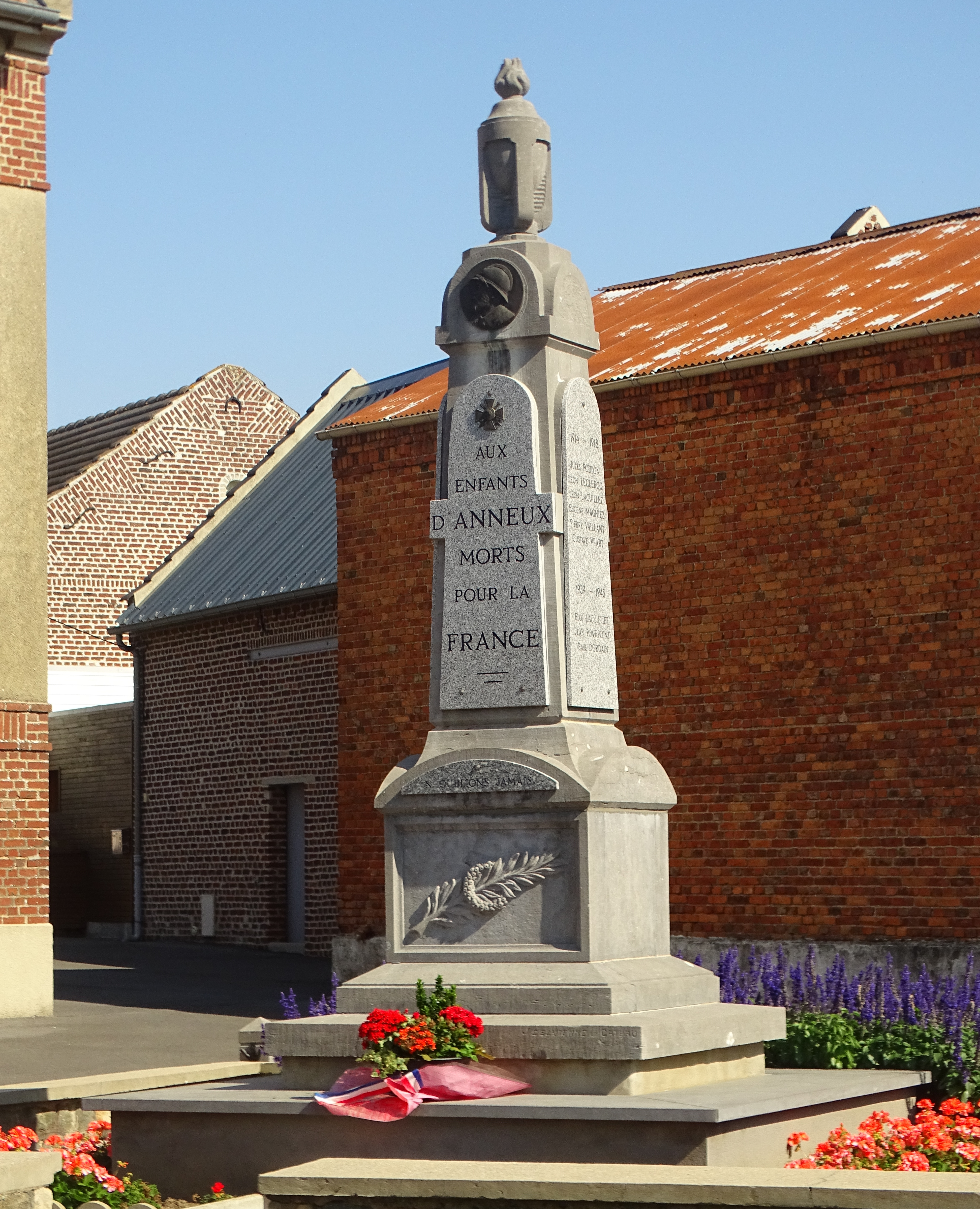
Le monument aux morts.

### Héraldique
|  | Les armes d'Anneux se blasonnent ainsi : « D'or à trois croissants de gueules. » |

## Pour approfondir